# Krasnobrodskij
Krasnobrodskij – osiedle typu miejskiego w Rosji, w obwodzie kemerowskim. W 2010 roku liczyło 11 919 mieszkańców.